# Palawanhornvogel
Der Palawanhornvogel (Anthracoceros marchei) ist eine Vogelart aus der Familie der Nashornvögel, die in Südostasien vorkommt. Wie alle Nashornvögel ist auch der Palawanhornvogel ein Höhlenbrüter.
Die Bestandssituation des Palawanhornvogels wurde 2016 in der Roten Liste gefährdeter Arten der IUCN als „Vulnerable (VU)“ = „gefährdet“ eingestuft.

## Beschreibung
Der Palawanhornvogel erreicht eine Körperlänge von bis zu 70 Zentimetern. Der Schnabel erreicht beim Männchen der Nominatform Anthracoceros albirostris albirostris eine Länge von 14,2 bis 17,2 Zentimeter. Bei den Weibchen bleibt der Schnabel mit 12,6 bis 15,7 Zentimeter etwas kleiner.  Ein Geschlechtsdimorphismus ist kaum vorhanden. Die Weibchen sind etwas kleiner und haben braune Augen, während die der Männchen rotbraun sind.
Das Körpergefieder des Palawanhornvogel ist bis auf den Schwanz schwarz, auf der Körperoberseite glänzt das Gefieder grünlich. Die Steuerfedern sind reinweiß. Einige wenige adulte Individuen und die Mehrzahl der Jungvögel haben auf den Steuerfedern schwarze Flecken oder schwarze Federschäfte. Bei einigen Individuen weisen außerdem die Schwungfedern weiße Spitzen auf. Der Schnabel ist cremeweiß bis blassgelb, der Unterschnabel ist an der Schnabelbasis schwarz. Das Schnabelhorn beginnt oberhalb der Stirn und endet bei adulten Vögeln spitz auslaufend über der vorderen Schnabelhälfte. Die unbefiederte Haut um die Augen und der nackte Kehlfleck sind bläulich weiß. Der Orbitalring um das Auge ist schwarz.
Bei den Jungvögeln ist das Körpergefieder ähnlich wie bei den Adulten. Der noch cremefarbene Schnabel ist sehr viel kleiner, das Schnabelhorn noch nicht entwickelt. Die nackte Haut um das Auge ist wie bei den adulten Vögeln bläulich weiß, es fehlt noch der schwarze Orbitalring, die Augen sind grau.

## Verbreitungsgebiet

Verbreitungsgebiet des Palawanhornvogels

Der Palawanhornvogel ist in seiner Verbreitung auf die philippinische Insel Palawan und unmittelbar an dessen Küste angrenzenden kleineren Inseln begrenzt. Palawan liegt langgestreckt zwischen dem Südchinesischen Meer im Nordwesten und der Sulusee im Südosten. Die Hauptinsel ist etwa 450 km lang, durchschnittlich etwa 40 km breit und von einer Bergkette durchzogen, deren höchste Erhebung mit 2085 m der Mount Mantalinganhan ist. Es herrscht ein immerfeuchtes tropisches Klima. Bedingt durch nordöstliche Passat- und südwestliche Monsunwinde fallen die wenigsten Niederschläge von November bis April, die meisten zwischen Juni und Oktober. Die Jahresdurchschnittswerte betragen für Puerto Princesa 27,4 °C, 1607 mm Niederschlag und 68,9 % relative Luftfeuchtigkeit. Die Insel ist bekannt für ihren hohen Grad an Biodiversität und Endemismus. Zu den Endemiten neben dem Palawanhornvogel zählen die Palawan-Ratte, das Palawan-Schuppentier oder der Palawan-Pfaufasan, und 1522 Arten von Blütenpflanzen.
Der Palawanhornvogel besiedelt auf der Insel sowohl Primär- als auch Sekundärwald. Er kommt außerdem in Mangrovensümpfen und in der Nähe landwirtschaftlicher Flächen vor. Er wird besonders häufig an Waldrändern beobachtet. Aufgrund seiner Fortpflanzungsgewohnheiten sind Wälder mit alten Baumbeständen wesentlich. Der Bestand dieses Nashornvogels ist deswegen besonders unter Abholzungen bedroht.

## Lebensweise
Der Palawanhornvogel lebt einzelgängerisch oder in kleinen Trupps. Seine Nahrung sucht er sowohl in Baumwipfeln als auch am Boden. Nahrungssuchende Trupps sind wegen ihrer Rufe und des Geräusches ihres Flügelschlagens schon von weitem vernehmbar.
Der Palawanhornvogel frisst überwiegend Früchte, daneben auch tierisches Eiweiß in Form von Insekten und Eidechsen.

## Einzelbelege
1. 1 2  
Anthracoceros marchei in der Roten Liste gefährdeter Arten der IUCN 2016. Eingestellt von: BirdLife International, 2016. Abgerufen am 3. Oktober 2017.
2. 1 2  Kemp: The Hornbills – Bucerotiformes. S. 171.
3. 1 2  Kemp: The Hornbills – Bucerotiformes. S. 170.
4. ↑  climatemps.com. Abgerufen am 29. Oktober 2016.
5. ↑  Kemp: The Hornbills – Bucerotiformes. S. 172.